# Sara Renner
Sara Renner, född 10 april 1976, är en kanadensisk längdskidåkare. 
Renner har två mästerskapsmedaljer, 
ett silver i sprintstafett vid 
olympiska vinterspelen 2006 i  Turin och ett brons i sprint vid  
VM 2005 i  Oberstdorf, och har tre pallplatser i Världscupen. 
I lagsprinten under OS i Turin fick Renner en ny stav av en norsk tränare sedan hennes egen gått sönder. Denna gest blev kraftigt uppmärksammad inte minst sedan det kanadensiska laget tog medalj medan Norge bara blev fyra. 
Under säsongen 2006/07 gjorde hon ett avbrott för barnafödande.